# Lalandia Rødby
Lalandia Rødby eller blot Lalandia er et dansk feriecenter, der ligger i Rødby på Lolland. Lalandia Rødby åbnede i 1988, og det er en del af Lalandia A/S, som siden 2004 har været ejet 100 % af Parken Sport & Entertainment. I 2009 åbnede Lalandia Billund. Navnet Lalandia er det latinske navn for Lolland.
Forlystelsen inkluderer feriehuse, badeland (Lalandia Aquadome), et legeland (kaldet Monky Tonky Land), skøjtehal, bowlingbaner, sportshal, restauranter, butikker mm. Lalandia er den mest besøgte attraktion på Lolland-Falster og blandt de mest besøgte danske turistattraktioner med 520.000 gæster i 2018.
I sommeren 2011 indgik Bone's et samarbejde med Lalandia A/S og åbnede en restaurant i feriecenteret i Rødby.